# Sputafuoristrega
Sputafuoristrega è un album di Paola Pitagora pubblicato dall'etichetta discografica Ultima Spiaggia nel 1976.

## Tracce
Lato A
1. Sputafuoristrega
2. Frigida e poi?
3. Mostruoso amore
4. Come una donna
5. Barricata dietro un mal di testa
6. Mamma (Uno)

Lato B
1. Mamma (Due)
2. Batte il sole
3. Verso un nuovo tipo d'amore
4. La più bella notte
5. Spaiata
6. La casalinga
7. Pensando a Nilla Pizzi

## Formazione
- Paola Pitagora – voce
- Maurizio Martelli – chitarra
- Gigi Belloni – basso
- Flaviano Cuffari – batteria, percussioni
- Roberto Colombo – pianoforte, Fender Rhodes
- Alberto Mompellio – organo Hammond
- Umberto Galli – violoncello
- Elsa Parravicini – viola
- Bruno Nidasio – viola
- Gianmaria Berlendis – violino
- Sergio Almangano – violino
- Luciano Biasutti – tromba
- Angelo Faglia – tromba
- Giuliano Bernicchi – tromba
- Palmiro Mautino – trombone
- Claudio Fasoli – sassofono tenore, sax alto
- Sergio Rigon – sassofono tenore, clarinetto
- Giancarlo Barigozzi – sassofono tenore, clarinetto
- Pino Sacchetti – flauto
- Gisella Fusi – cori